# OSCO
OSCO ist die Kurzbezeichnung der Oil Service Company of Iran. Sie wurde in den 1960er Jahren mit Sitz in Gach Saran gegründet und war bis zur islamischen Revolution für die Exploration, Förderung und Verwaltung der Erdöl- und Erdgasfelder im mittleren und südwestlichen Iran zuständig. In den späten 1970er Jahren sorgte sie auf Initiative von G. Kaboli auch für eine genauere Landesvermessung in gebirgigen Teil (mittlerer Zagros) ihres Gebietes.
Wichtige Kooperationspartner waren die Anglo Iranian Oil Company (AIOC) und die italienische ENI. Die Erdöl-Exploration und -Produktion der OSCO erfolgte unter der Ägide der Iranian Oil Exploration and Producing Company, deren Sitz in Masjed-e-Suleyman war. Um 1980 wurde sie der National Iranian Oil Company (NIOC) eingegliedert.